# Barbara Thompson (náufraga)

Gravura mostrando os primeiros contatos entre europeus e aborígines australianos.

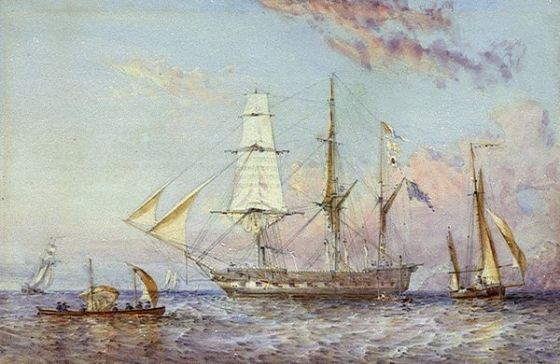
O navio HMS Rattlesnake
por Oswald Walters Brierly.

Barbara Crawford Thompson (1831 — 1916) foi uma mulher escocesa que aos catorze anos tornou-se a única sobrevivente do trágico naufrágio do veleiro America, que afundou em 1844 nos arrecifes de Madjii Reef, no estreito Endeavour, costa norte australiana, o que a levaria a viver entre selvagens da então ilha Muralug.

## Os fatos

### Antecedentes e naufrágio
Barbara Crawford tinha quase doze anos de idade quando deixou sua casa, em março de 1843, para trabalhar como empregada doméstica perto da dura Colônia Penal de Brisbane, em Moreton Bay. O homem que a havia contratado, o capitão William Thompson, a queria de um modo diferente àquele pré-acordado, e sem se dar conta ela logo estaria vivendo uma vida marital de dona de casa com este. A partir de então, ele então a leva para morar numa localidade longínqua do território australiano onde ela vive por quase dois anos.
Em 1844, seu então marido recebe uma tentadora proposta que aguça sua ambição: resgatar óleo de baleia de um baleeiro encalhado e em vias de afundar ao norte de Queensland, na região do estreito de Torres. Na viagem, o veleiro de William Thompson se choca contra os arrecifes e escolhos do estreito Endeavour, o qual separa a Ilha Horn da costa norte australiana, próximo ao Cabo York, tornando Barbara a única sobrevivente após conseguir aportar sozinha numa praia da ilha.
A náufraga é então encontrada e levada por um dos líderes de clã do povo autóctone Kaurareg, que acredita que a jovem de pele muito alva é a reencarnação de sua filha recém-falecida — o porte físico entre as duas e a idade eram semelhantes, a cor alva da pele e os cabelos ruivos da escocesa os nativos acreditaram ser fruto da maneira como ela voltava à vida, «lavada» pelas águas. Após resgatada, Barbara passa a viver com a tribo na Ilha Muralug (denomianada pelos ingleses Ilha do Príncipe de Gales) e é rebatizada Guyoma. A jovem é então tomada como esposa por um dos guerreiros da tribo.
Durante essa vivência forçada entre os selvagens, a escocesa aprende a falar a língua local, adquire os aspectos culturais, além dos hábitos de caça e coleta da tribo.

### Resgate e escritos sobre a «flor selvagem»
Em 16 de outubro de 1849, então com dezenove anos e após viver cinco afastada da civilização, a náufraga (com a ajuda de um nativo residente na mesma ilha) logra êxito em contatar o navio explorador inglês HMS Rattlesnake na localidade de Baía Evans (Paduga), próximo à Península do Cabo York, conseguindo então retornar a Sydney, Nova Gales do Sul. Por causa da jovem escocesa, os contatos entre a tripulação do navio e os povos autóctones da região — conhecidos caçadores de cabeças e canibais, relacionados aos papuas — foram muito mais pacíficos e humanizados. Mais tarde, ela vem a se casar novamente outras duas vezes.
Um artista que fazia parte da tripulação do Rattlesnake, Oswald Brierly, curioso com a história vivida pela moça, fez anotações detalhadas sobre a longa estada dela com a tribo selvagem da ilha onde viveu. Mais de um século e meio mais tarde, a verdadeira história do naufrágio é contada no livro Wildflower: the Barbara Crawford Thompson Story, um relato de valor histórico e antropológico, escrito pela autor australiano Raymond J. Warren.